# Скайлэб-5
Скайлэб-5 — отменённая 20-дневная миссия, которая планировалась в 1974 году в рамках программы Аполлон, стартовала бы на ракете-носителе Сатурн-1Б с командным модулем, модифицированным для программы Скайлэб-спасатель.

## Цели полёта
После успешного завершения полёта Скайлэб-4 НАСА планировало ещё один полёт к станции. Экипажу Скайлэб-5 предстояло выполнить ряд научных экспериментов и поднять станцию Скайлэб на более высокую орбиту для ожидания будущих экспедиций по программе «Спейс шаттл».

## Экипаж
- Вэнс Бранд — командир корабля, был бы 1-й полёт
- Лесли Линд — пилот корабля, был бы 1-й полёт
- Уильям Ленуар — 2-й пилот корабля, был бы 1-й полёт

## Фото экипажа
- Вэнс Бранд
- Лесли Линд
- Уильям Ленуар

## 1974-75 гг
Вэнс Бранд параллельно участвовал в подготовке к полету по программе Союз-Аполлон.
В НАСА обсуждались способы сохранить Скайлэб до начала полётов многоразовых кораблей Спейс Шаттл, после чего эксплуатировать не менее 5 лет. Программа Скайлэб-Шаттл предусматривала один полёт для существенного поднятия орбиты с помощью доставляемого шаттлом двигательного модуля, два полёта экспедиций восстановления с доставкой нового стыковочного узла в первом, а затем регулярные многомесячные экспедиции с доведением экипажа на станции до шести-восьми человек, пристыковкой нового большого шлюзового модуля, других модулей (в том числе несвободнолетящих шаттловских лабораторий Спейслэб) и ферм, а также, возможно, дооснащаемого оборудованием отработавшего внешнего бака системы Шаттл ещё большего размера. Однако, окончательное решение и финансирование так и не было принято.

## Падение станции
Тем временем возросшая солнечная активность привела к некоторому увеличению плотности атмосферы на высоте орбиты «Скайлэб», снижение станции ускорилось. Подъём станции на более высокую орбиту был невозможен, так как у неё не было собственного двигателя (подъем орбиты осуществлялся только двигателями пристыкованных КК «Аполлон», в которых на станцию прибывали экипажи). Центр управления полётом сориентировал станцию на вход в атмосферу в 16:37 по Гринвичу 11 июля 1979 года. Районом затопления станции предполагалась точка в 1300 км южнее Кейптауна, ЮАР. Однако ошибка в расчетах в пределах 4 % и тот факт, что станция разрушалась медленнее, чем предполагалось, привели к смещению точки падения несгоревших обломков: часть из них упала в западной Австралии южнее города Перт. Некоторые обломки были обнаружены между городами Esperance и Rawlinna и сейчас экспонируются в музеях.

## В настоящее время
- Вэнс Бранд полетел в космос в 1975 году на корабле Аполлон в рамках проекта Союз-Аполлон как пилот Командного модуля, позже был командиром трёх миссий Шаттлов STS-5 в 1982 году, STS-41B в 1984 году, и STS-35 в 1990 году.
- Лесли Линд полетел как специалист полёта на STS-51B в 1985 году.
- Уильям Ленуар полетел в космос на Шаттле STS-5 в 1982 году.